# Malhação (4.ª temporada)
A quarta temporada da série de televisão brasileira Malhação, foi produzida e exibida pela TV Globo de 30 de março a 2 de outubro de 1998, em 109 capítulos.
Escrita por Emanuel Jacobina, com a colaboração de Charles Peixoto, Décio Coimbra, Glória Barreto, Maria Mariana, Patrícia Moretzsohn, Ricardo Hofstetter, Ronaldo Santos e Vinícius Vianna. A supervisão de texto foi de Marcílio Moraes e Denise Bandeira, com direção de Alexandre Lannes, André Schultz, Ignácio Coqueiro e Leandro Neri. A direção geral foi de Ignácio Coqueiro, José Bonifácio Brasil de Oliveira e Flávio Colatrello Jr.
Foi a primeira temporada a utilizar cold open, uma pequena retrospectiva do capítulo anterior no início do capítulo atual.
Conta com as atuações de Rodrigo Faro, Cássia Linhares, Juliana Baroni, Bruno Gradim, Alexandre Barillari, Jonas Torres, Hugo Gross e Dani Valente. A canção "Assim Caminha a Humanidade", de Lulu Santos, serve como tema da quarta temporada.

## Enredo
O inseguro estudante de cinema Bruno (Rodrigo Faro) sonhava em ser piloto de Fórmula 1 como seu irmão, Guga (Dartagnan Júnior), porém foi desestimulado por ele a pedido da mãe, Dulce (Totia Meireles), que temia ambos os filhos envolvidos num esporte com risco de vida tão grande. Quando Guga morre em uma corrida, sua namorada Alice (Cássia Linhares) volta ao Brasil para reconstruir a vida e se apaixona por Bruno sem saber que ele é irmão do falecido piloto. Ao descobrir a verdade e ainda que todos a culpam pela morte do rapaz – por ela ter sido a maior incentivadora de sua carreira – Alice entrega para Bruno uma carta que revela o pedido da mãe e que o irmão queria que ele seguisse seus passos.
Bruno então decide se dedicar a carreira de piloto com o apoio de Alice, porém o casal tem que enfrentar a desaprovação de Dulce e as armações de Rui (Hugo Gross), piloto que odiava Guga e disputa agora com seu irmão o patrocínio para se tornar um astro do esporte, uma vez que já tem trinta anos e esta pode ser sua última oportunidade. A estudante de cinema Flávia (Daniele Valente), filha do dono do autódromo, montou uma agência audiovisual, rivalizando com Alice, que é formada em jornalismo e também investe na área. Apesar namorar Rui, Flávia só tem olhos para o mulherengo Adriano (Márcio Garcia).

## Elenco
| Intérprete       | Personagem                     |
| ---------------- | ------------------------------ |
| Rodrigo Faro     | Bruno Magalhães                |
| Cássia Linhares  | Alice Valadares                |
| Caio Junqueira   | Pedro Paulo Valadares (Puruca) |
| Jonas Torres     | Beto                           |
| Juliana Baroni   | Cláudia Bezerra (Cacau)        |
| Daniele Valente  | Flávia Ranieri                 |
| Luíza Mariani    | Isadora Marques (Isa)          |
| Mário Frias      | Escova                         |
| Bruno Gradim     | Thiago Barros (Barrão)         |
| Aldri Anunciação | Nankim                         |
| Francisco Milani | Milton Ranieri                 |
| Totia Meireles   | Dulce Magalhães                |
| Jonas Bloch      | Tarso Sacramento (Tatuí)       |
| Ariel Coelho     | Danilo Marques                 |

### Participações especiais
| Intérprete            | Personagem                                                                                                |
| --------------------- | --- |
| Adriana Matoso        | Dani (tia de Barrão e esposa de Hugo)                                                                     |
| Alexandre Barillari   | Tadeu (jovem que divide um apartamento com Barrão e Beto)                                                 |
| Alexandre Barros      | ele mesmo                                                                                                 |
| Andréa Faria          | Luana (ex-namorada de Beto)                                                                               |
| André Marques         | Alexandre Ferreira (Mocotó)                                                                               |
| André Valli           | Josafá Bittencourt (assessor e secretário de Esmeraldino Sampaio)                                         |
| Badalhoca             | ele mesmo (participa de uma homenagem a velhos atletas)                                                   |
| Beto Simas            | Hugo (tio de Barrão)                                                                                      |
| Bernard Rajzman       | ele mesmo (participa de uma homenagem a velhos atletas)                                                   |
| Bruno de Luca         | Fábio Gonzalez Filho (Fabinho)                                                                            |
| Caco Baresi           | Ademir (porteiro do prédio onde Alice e Puruca moram)                                                     |
| Carlos Casagrande     | Juan (professor de dança que se interessa por Alice na verdade cumplice do Mestre Rava)                   |
| Castrinho             | Oscar (mordomo de Érica e Henrique Otávio)                                                                |
| Catarina Abdala       | Dona Manu (síndica do prédio onde moram Barrão, Beto, Escova e Tadeu)                                     |
| Cecil Thiré           | Henrique Otávio do Prado Mota (H.O., pai de Érica, banqueiro mau-cárater que rivaliza com Dulce)          |
| Charlie Brown Jr.     | eles mesmos (se apresentam no bar da Dulce)                                                               |
| Cissa Guimarães       | Teresa Bezerra (mãe da Cacau e ex-namorada de Tatuí)                                                      |
| Companhia do Pagode   | eles mesmos (se apresentam numa churrascada na academia)                                                  |
| Daniel Andrade        | piloto que participa de um rali disputando com Beto e Rui)                                                |
| Danielle Winits       | Vicky (modelo e ex-namorada de Puruca)                                                                    |
| Dartagnan Júnior      | Guga |
| Erom Cordeiro         | Ângelo (cameraman na produtora de Milton)                                                                 |
| Hugo Gross            | Rui |
| Juliana Paes          | aluna da academia                                                                                         |
| Júnior                | ele mesmo (participa de uma homenagem a velhos atletas)                                                   |
| Lavínia Vlasak        | Érica do Prado Mota (filha de Henrique Otávio que se interessa por Bruno)                                 |
| Lúcia Veríssimo       | Cristine (mãe do Gafanhoto)                                                                               |
| Marcello Novaes       | Paulinho Kelé (amigo delinquente da Sabrina)                                                              |
| Márcio Garcia         | Adriano Valente (professor de paraquedismo que desperta o interesse de Alice e Flávia)                    |
| Marcos Breda          | Mestre Rava (mestre esotérico que se revela um mau caráter)                                               |
| Marcos Valle          | ele mesmo (convidado na festa de aniversário de Dulce)                                                    |
| Maria Ribeiro         | Eva |
| Mariana Vaz           | Inês |
| Marinara Costa        | Beth (secretária na produtora de Milton)                                                                  |
| Mel Lisboa            | garota que participa do jogo da verdade                                                                   |
| Oswaldo Loureiro      | Esmeraldino Sampaio (politico mau caráter que tenta contratar Alice e Bruno para produzirem sua campanha) |
| Pedro Paulo Rangel    | empresário do piloto Alexandre Barros                                                                     |
| Regininha Poltergeist | moça no autódromo que dá um depoimento a Alice                                                            |
| Ricardo Macchi        | Rafael (namorado da Vicky)                                                                                |
| Rita Guedes           | Carla Tocker (jovem que investiga a morte de Guga)                                                        |
| Samara Felippo        | Sabrina (jovem delinquente que Dulce obtém a guarda)                                                      |
| Samuel Costa          | Carlinhos (Gafanhoto, garoto que realiza o seu sonho de conhecer o piloto Alexandre Barros)               |
| Serguei               | ele mesmo (convidado da festa de aniversário da Dulce)                                                    |
| Ted Boy Marino        | Teodoro Ranieri (tio de Milton, tio-avô da Flávia, premiado no concurso para homenagear velhos atletas)   |
| Thaís Fersoza         | Carla |
| Vera Mossa            | ela mesma (dá uma entrevista para Alice)                                                                  |
| Viviane Araújo        | moça na praia com Escova                                                                                  |
| Zilka Salaberry       | mulher na favela que mantém uma casa para crianças abandonadas                                            |

## Exibição

Frame de uma das cenas da novela onde há utilização de blackface, com a presença dos atores Rodrigo Faro (vestido como um rastafari, com o rosto pintado) e Hugo Gross. O trecho não foi ao ar na exibição do canal Viva devido a problemática racial da sequência.

Foi reapresentada no Viva de 4 de janeiro a 31 de maio de 2023, em 106 capítulos, substituindo a 3.ª temporada no horário das 16h15, com reprise às 10h. Foi também a última temporada da leva antiga a ser exibida no canal, uma vez que a 5.ª temporada, a qual seria a sua substituta, teve a reapresentação cancelada devido a falta de alguns capítulos, o qual comprometeria o entendimento da história. O espaço da novela foi coberto pela exibição da 18.ª temporada e da série humorística Tapas & Beijos, assim como as reprises foram ocupadas pelo humorístico Os Trapalhões.
Durante a semana de 1° a 5 de maio de 2023, que corresponde aos capítulos 84 a 88 da exibição original, o Viva informou aos telespectadores através da redes sociais que os episódios transmitidos nesse período sofreriam edições. Sem explicar exatamente o motivo, o canal reafirmou que os programas de sua grade "reproduzem comportamentos e costumes da época em que foram realizadas" e admitiu, naquele momento, que "eventualmente, algum trecho pode ser excluído desde que não gere prejuízo para a compreensão da narrativa" para justificar a medida. Após várias manifestações negativas do público, Erick Bretas, diretor de produtos digitais e canais fechados da Globo, explicou que o motivo dos cortes era devido a uma sequência de cenas correspondentes a apresentação de um grupo de rastafari em um concurso de bandas. Como os componentes do conjunto não participaram do evento, um grupo de garotos brancos se pintaram de preto e se apresentaram no lugar dos ausentes, evidenciando um blackface. Segundo a avaliação de Bretas, vários espectadores poderiam se sentir ofendidos com a reprodução daquelas cenas por vários capítulos, uma vez que apresentariam comportamentos ofensivos para a geração atual. Ele afirmou que respeitava quem pensava diferente, mas "nesse caso prevaleceu o entendimento de respeitar a sensibilidade da audiência de 2023" e garantiu que a trama principal poderia ser compreendida com a continuação da história.
A explicação recebeu elogios, inclusive dos atores Bruno Gradim e Alexandre Barillari (que também participaram da sequência original), mas também foi criticada por uma parcela de internautas, uma vez que era esperado que a novela fosse ao ar na íntegra, além de muitos associarem ao caso com a exibição de Bebê a Bordo em 2018, que também foi retalhada por conta de uma rejeição interna. O jornalista André Santana, do site TV História, concordou que a medida do Viva é justificável, mas pontuou que por diversas vezes o canal deixou passar diversas cenas problemáticas "na íntegra e sem grandes questionamentos" em suas novelas, incluindo cenas com contextos racistas em reprises recentes, relembrando também o ocorrido na exibição da novela Da Cor do Pecado, em 2021, que motivou a criação de uma "cartela de contexto da época". Ele termina afirmando que o Viva "perdeu uma boa oportunidade de educar seu público" por não ter aproveitado o ocorrido para contextualizar ao público os motivos das cenas cortadas de Malhação 1998 serem consideradas ofensivas. Tal qual a iniciativa realizada em Da Cor do Pecado, a situação provocou a criação de uma nova cartela de contexto, usando o texto inicial publicado pelo Viva nas redes sociais. Ela é exibida antes de cada capítulo com edições, seja na TV ou no Globoplay.

### Outras Mídias
Foi disponibilizada na íntegra no Globoplay em 18 de dezembro de 2023, como parte do Projeto Resgate. Também foram disponibilizados os capítulos inseridos na controvérsia do uso de blackface, e que haviam sido suprimidos durante exibição no Viva.

## Trilha sonora

### Malhação 98

#### Lista de faixas
| N.º            | Título                               | Compositor(es)                           | Artista(s)                 | Duração |  |
| 1.             | "Garota Dourada"                     | Maurício Gasperini                       | Jheremmias Não Bate Corner | 3:55    |  |
| 2.             | "Vapor Barato"                       | Jards Macalé Waly Salomão                | O Rappa                    | 4:22    |  |
| 3.             | "All Kinds of People"                | Sheryl Crow Kevin Gilbert Eric Pressley  | Big Mountain               | 4:05    |  |
| 4.             | "Cuidado com Pessoas como Eu"        | Cris Braun Nilo Romero William Magalhães | Cris Braun                 | 3:48    |  |
| 5.             | "Vai Ser Você"                       | Fabianno Almeida Laura Almeida           | Mr. Jam                    | 3:55    |  |
| 6.             | "The Diary"                          | Neil Sedaka Howard Greenfield            | Neil Sedaka                | 2:14    |  |
| 7.             | "Namoro"                             | Rudá Monteiro                            | Ricardo Chaves             | 3:45    |  |
| 8.             | "Lua"                                | Jero Roberto Moura                       | Marcia Freire              | 2:54    |  |
| 9.             | "Mascate"                            | Renato Rodrigue                          | Nepal                      | 2:50    |  |
| 10.            | "California Dreamin'"                | John Phillips                            | Morangotango               | 3:16    |  |
| 11.            | "Quit Playing Games (with My Heart)" | Max Martin Herbie Crichlow               | Two 4 U                    | 3:59    |  |
| 12.            | "Vai Vai Vai"                        | Maskavo Roots                            | Maskavo Roots              | 3:50    |  |
| 13.            | "A Vida Tem dessas Coisas"           | Bernardo Vilhena Ritchie                 | Mr. Soul                   | 4:15    |  |
| 14.            | "Surfer Girl"                        | Brian Wilson                             | The Beach Boys             | 2:23    |  |
| Duração total: | Duração total:                       | Duração total:                           | Duração total:             | 49:31   |  |

### Malhação Radical

#### Lista de faixas
| N.º            | Título                                 | Compositor(es)                                                      | Artista(s)            | Duração |  |
| 1.             | "Pega Leve" (com part. de Dehco Wanlu) | Marcelo Mancini Xerem                                               | Muamba                | 3:08    |  |
| 2.             | "A Noite"                              | Lobão                                                               | Lobão                 | 3:40    |  |
| 3.             | "Come Anytime"                         | Dave Faulkner                                                       | Hoodoo Gurus          | 3:15    |  |
| 4.             | "A Minha Menina"                       | Jorge Ben Jor                                                       | Tequila Baby          | 2:24    |  |
| 5.             | "Heloísa, Mexe a Cadeira"              | Vinny                                                               | Vinny                 | 3:57    |  |
| 6.             | "Pink"                                 | Steven Tyler Richie Supa Glen Ballard                               | Ultra Red             | 3:53    |  |
| 7.             | "How's It Going to Be"                 | Stephan Jenkins Kevin Cadogan                                       | Third Eye Blind       | 4:10    |  |
| 8.             | "Proibida pra Mim (Grazon)"            | Chorão                                                              | Charlie Brown Jr.     | 2:43    |  |
| 9.             | "Garotas do Brasil"                    | Carlos H. Ludwig Luca Predabom Ricardo Engels Garay Maurício Vieira | Papas da Língua       | 4:04    |  |
| 10.            | "All For You"                          |                                                                     | Master Clock          | 3:35    |  |
| 11.            | "Antes Que Seja Tarde"                 | Fernanda Takai John Ulhoa Tarcísio Moura                            | Pato Fu               | 4:24    |  |
| 12.            | "Hip Hop Rio"                          | Marcelo D2 Rafael Crespo                                            | Planet Hemp           | 2:32    |  |
| 13.            | "Vamo Falá!"                           | DJ Deco Murphy P.MC                                                 | P.MC e DJ Deco Murphy | 4:22    |  |
| 14.            | "My Bonnie"                            | Roger Moreira                                                       | Ultraje a Rigor       | 2:21    |  |
| Duração total: | Duração total:                         | Duração total:                                                      | Duração total:        | 48:28   |  |